# 오디온 이갈로
오디온 주드 이갈로(Odion Jude Ighalo, 1989년 6월 16일 ~ )는 나이지리아의 축구선수이다. 현재 사우디 프로페셔널리그 소속팀인 알웨흐다에서 활약하고 있으며, 포지션은 스트라이커이다.